# Дімітріос Манос
Дімітріос Манос (грец. Δημήτριος Μάνος, нар. 16 вересня 1994, Трикала) — грецький футболіст, нападник клубу «Аріс».
Виступав, зокрема, за клуби «Верія» та ОФІ, а також молодіжну збірну Греції.

## Клубна кар'єра
Народився 16 вересня 1994 року в місті Трикала. Вихованець футбольної школи клубу «Верія». Дорослу футбольну кар'єру розпочав 2010 року в основній команді того ж клубу, в якій провів п'ять сезонів, взявши участь у 21 матчі чемпіонату. 
Протягом 2015—2016 років захищав на умовах оренди кольори команди клубу «Ерготеліс».
Своєю грою за останню команду привернув увагу представників тренерського штабу клубу ОФІ, до складу якого приєднався 2016 року. Відіграв за іракліонський клуб наступні два сезони своєї ігрової кар'єри. Більшість часу, проведеного у складі ОФІ, був основним гравцем атакувальної ланки команди. У складі ОФІ був одним з головних бомбардирів команди, маючи середню результативність на рівні 0,7 голу за гру першості.
2018 року став гравцем «Олімпіакоса». У пірейській команді не зміг пробитися до основного складу і наступного року був відданий в оренду спочатку до команди «ПАС Яніна», а згодом до ОФІ. Але навіть в останній команді не зміг відновити рівень результативністі, який демонстрував до переходу до «Олімпіакоса», забивши лише тричі у 29 матчах.
12 серпня 2020 року на правах вільного агента уклав дворічний контракт з «Арісом».

## Виступи за збірну
2017 року провів одну гру у складі молодіжної збірної Греції.

## Статистика виступів

### Статистика клубних виступів
Станом на 18 серпня 2018 року
| Сезон             | Команда           | Чемпіонат         | Чемпіонат | Чемпіонат | Національний кубок | Національний кубок | Національний кубок | Континентальні кубки | Континентальні кубки | Континентальні кубки | Інші змагання | Інші змагання | Інші змагання | Усього | Усього | Усього |
| Сезон             | Команда           | Ліга              | Ігор      | Голів     | Ліга               | Ігор               | Голів              | Ліга                 | Ігор                 | Голів                | Ліга          | Ігор          | Голів         | Ігор   | Голів  |        |
| ----------------- | ----------------- | ----------------- | --------- | --------- | ------------------ | ------------------ | ------------------ | -------------------- | -------------------- | -------------------- | ------------- | ------------- | ------------- | ------ | ------ | ------ |
| 2012–13           | «Верія»           | СЛ                | 1         | 0         | КГ                 | 3                  | 0                  |                      | -                    | -                    |               | -             | -             | 4      | 0      |        |
| 2013–14           | «Верія»           | СЛ                | 16        | 0         | КГ                 | 2                  | 1                  |                      | -                    | -                    |               | -             | -             | 18     | 1      |        |
| 2014–15           | «Верія»           | СЛ                | 0         | 0         | КГ                 | 0                  | 0                  |                      | -                    | -                    |               | -             | -             | 0      | 0      |        |
| 2015–16           | «Верія»           | СЛ                | 4         | 0         | КГ                 | 0                  | 0                  |                      | -                    | -                    |               | -             | -             | 4      | 0      |        |
| Усього за «Верію» | Усього за «Верію» | Усього за «Верію» | 21        | 0         |                    | 5                  | 1                  |                      | -                    | -                    |               | -             | -             | 26     | 1      |        |
| 2015–16           | «Ерготеліс»       | ФЛ                | 14        | 5         | КГ                 | 4                  | 1                  |                      | -                    | -                    |               | -             | -             | 18     | 6      |        |
| 2016–17           | ОФІ               | ФЛ                | 27        | 10        | КГ                 | 3                  | 0                  |                      | -                    | -                    |               | -             | -             | 30     | 10     |        |
| 2017–18           | ОФІ               | ФЛ                | 26        | 27        | КГ                 | 3                  | 0                  |                      | -                    | -                    |               | -             | -             | 29     | 27     |        |
| Усього за ОФІ     | Усього за ОФІ     | Усього за ОФІ     | 53        | 37        |                    | 6                  | 0                  |                      | -                    | -                    |               | -             | -             | 59     | 37     |        |
| Усього за кар'єру | Усього за кар'єру | Усього за кар'єру | 88        | 42        |                    | 15                 | 2                  |                      | -                    | -                    |               | -             | -             | 103    | 44     |        |